# Centro Nacional de la Música

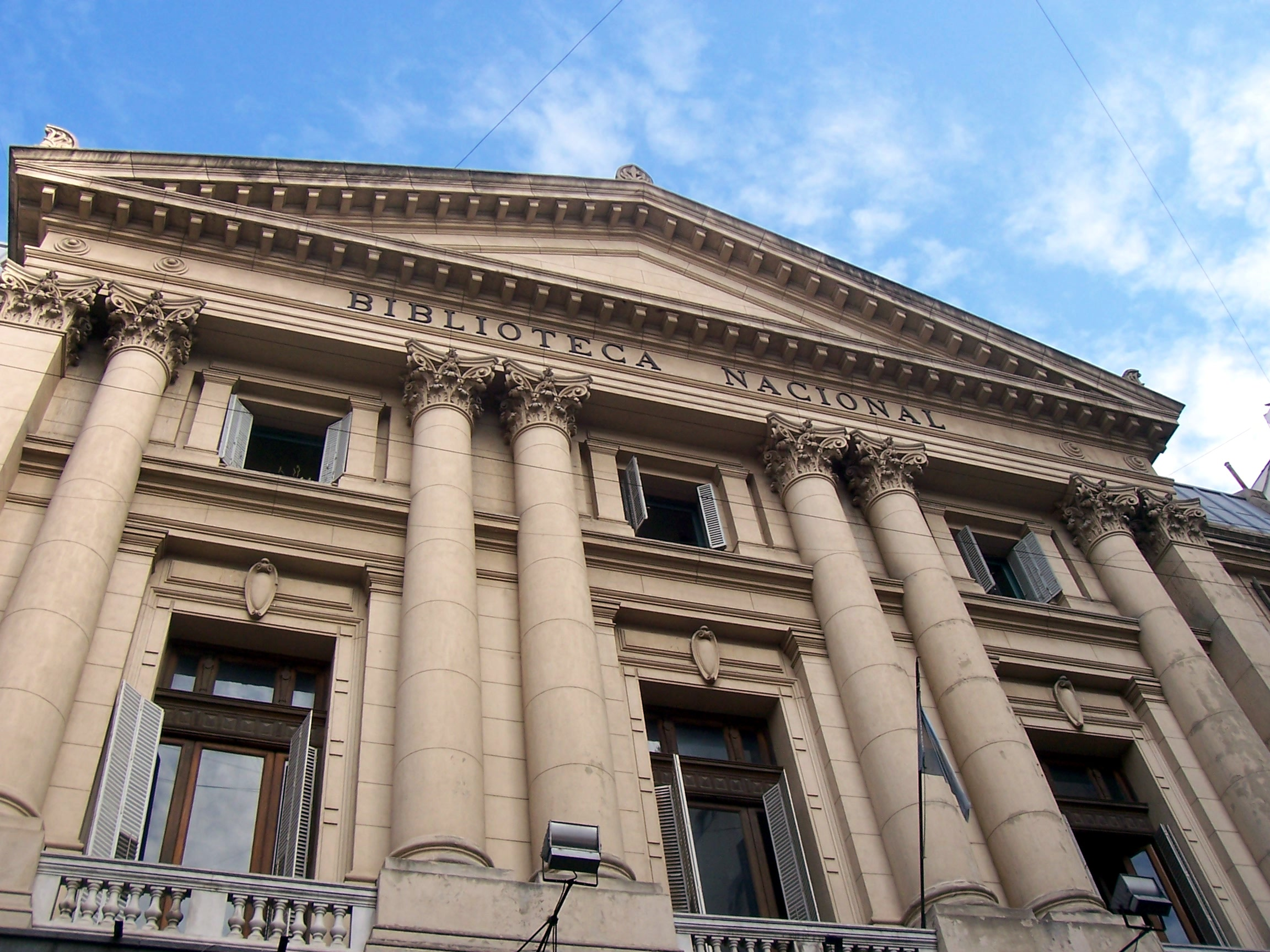
Fachada neoclásica

El Centro Nacional de la Música es un organismo público dependiente del Ministerio de Cultura de la República Argentina. Fue creado en 1994 con el objetivo de albergar las salas de ensayo y oficinas técnicas y del Inamu, como así también las oficinas y áreas administrativas de los organismos musicales dependientes, tales como el Ballet Folklórico Nacional, la Banda Sinfónica de Ciegos y la Orquesta Nacional de música argentina Juan de Dios Filiberto. Su edificio,  que funcionó como la antigua sede de la Biblioteca Nacional, es Monumento Histórico Nacional.

## Sede

### Historia

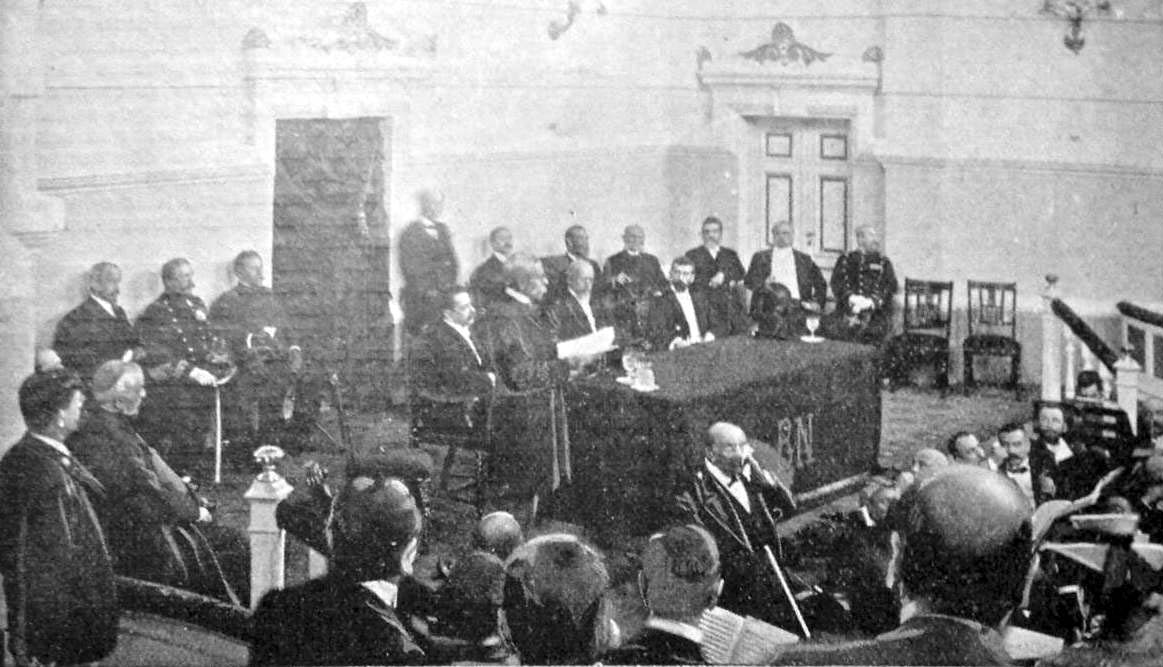
Acto de inauguración de la nueva Biblioteca Nacional, en 1902.

Su sede es el edificio que se encuentra en la calle México n.º 564, originalmente fue la Biblioteca Nacional. Este edificio fue proyectado por el arquitecto italiano Carlos Morra hacia 1899 con el objetivo de alojar la Lotería de Beneficencia, hecho que nunca llegó a concretarse ya que el presidente Julio Argentino Roca lo redestinó a Biblioteca Nacional. Hasta ese momento la Biblioteca, que databa ya de 1810, creada por Mariano Moreno, tenía su lugar en uno de los edificios de la Manzana de las Luces. Entonces, el edificio de la Lotería fue reacondicionado para alojarla, y fue inaugurado por Roca en enero de 1902. En ese acto dieron discursos en el auditorio el director de la biblioteca Paul Groussac y el  ministro de Instrucción Pública Joaquín V. González.

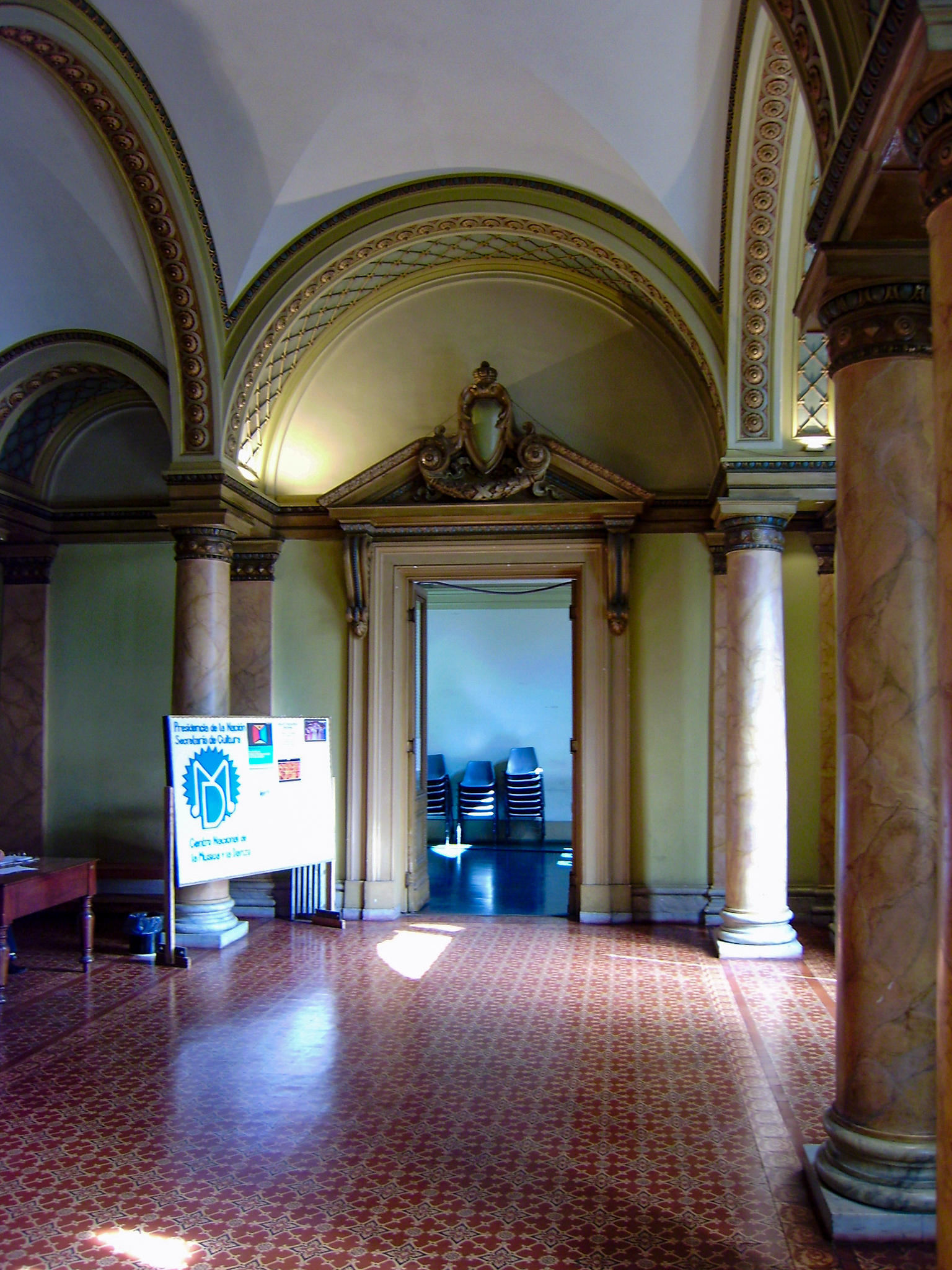
Hall de entrada, con pisos de mosaico, columnas apareadas y bóvedas de crucería.

La fachada del edificio fue ampliada por Morra en 1906, y en este fastuoso edificio también Jorge Luis Borges cumpliría el rol de director entre 1955 y 1973.
Sin embargo, con el paso de los años y el aumento del patrimonio de la Biblioteca, la inadecuación del edificio para ser su sede y las limitaciones de espacio se hicieron notar. Ya en 1962 se llevó adelante un concurso de proyectos para la nueva sede de la Biblioteca Nacional, donde anteriormente se hallaba la Residencia Presidencial, el Palacio Unzue de alto valor arquitectónico, demolido por la dictadura autotitulada Revolución Libertadora de 1955. El proyecto ganador fue el de Clorindo Testa, Francisco Bullrich y Alicia Cazzanica.
La obra estuvo signada por los retrasos, el abandono y la falta de unidad en los distintos proyectos políticos que estuvieron a cargo de llevarla adelante. La construcción comenzó recién en 1971, pero sería el presidente Carlos Menem quien la inauguraría en 1992. Al quedar sin utilidad la vieja Biblioteca de la calle México, se la destinó a alojar al Centro Nacional de la Música (CNM).
El edificio fue declarado Monumento Histórico Nacional mediante el decreto 540 de 2004.

### Características
Se trata de un edificio típico de la arquitectura academicista del siglo XIX, siguiendo la línea de la Ecole des Beaux-Arts parisina, que marcó ese período con su manera de diseñar los edificios. La planta está pensada de manera simétrica, lo cual se ve reflejado en la fachada, compuesta según los principios clásicos de basamento-desarrollo-remate, tomando elementos decorativos de la arquitectura clásica: columnas corintias, frontis de influencia griega y herrería con diseño de inspiración romana.
Funcionalmente, el edificio está dividido en tres bloques: el primero aloja las oficinas de la dirección (segundo piso), el museo (primer piso) y el gran hall de entrada (planta baja) decorado con estucos, detalles pintados dorado a la hoja, cielorrasos en bóveda de arista y pisos de mosaico, y es el que da al frente sobre la calle México. El segundo volumen aloja la vieja sala de lectura y actual Sala Williams, tiene mayor altura y la aprovecha para recibir iluminación cenital por grandes ventanas termales con herrería de influencia romana en sus cuatro muros. El último volumen es de menor altura, tiene planta semicircular y aloja a las salas Ginastera y Guastavino, y en el sótano la imprenta del Centro.